# IMO Unternehmensgruppe
Die IMO Unternehmensgruppe ist ein Hersteller von Großwälzlagern und einbaufertigen Getriebesystembaugruppen. Dazu werden Lösungen in der Sparte Solartechnologie angeboten. Die Unternehmensgruppe beschäftigt zusammen über 500 Mitarbeiter. Sie erwirtschaftete 2013 einen Umsatz von über 60 Mio. Euro. Stammsitz ist Gremsdorf in der Metropolregion Nürnberg.

## Unternehmen der IMO Unternehmensgruppe
Zur Gruppe gehören die Unternehmen:
| Unternehmen                       | Produkt                                                                       |
| --------------------------------- | ----------------------------------------------------------------------------- |
| IMO Antriebseinheit GmbH & Co. KG | Hydraulisch oder elektrisch angetriebene Schnecken- oder Ritzelschwenktriebe  |
| IMO GmbH & Co. KG                 | Drehverbindungen und Zahnkränze im Durchmesserbereich von 100 mm bis 6.000 mm |
| IMO Holding GmbH                  | Verwaltung, Qualitätswesen etc.                                               |

## Geschichte
Die IMO Industrie-Momentenlager Stoll & Russ GmbH wurde im Jahre 1988 in Gremsdorf, in der Nähe von Höchstadt/Aisch gegründet. Tätigkeitsschwerpunkt waren die Entwicklung, Produktion und der Vertrieb von Drehverbindungen insbesondere für den Einsatz in Windkraftanlagen. 
1994 wurde die IMO Antriebseinheit gegründet, die sich schwerpunktmäßig mit Entwicklung, Herstellung und Vertrieb von Schwenktrieben befasste. 2001 wurde durch die IMO Antriebseinheit ein eigener Standort im Gremsdorfer Gewerbepark bezogen. 
2004 firmierte die IMO Industrie-Momentenlager Stoll & Russ GmbH in die IMO Momentenlager GmbH um.
IMO wurde in den Jahren 2003, 2005 und 2007 als ein Unternehmen der Bayern’s Best 50 ausgezeichnet. Der Preis wird vom Bayerischen Wirtschaftsministerium ausgegeben.
2005, 2006 und 2007 war die Firma im oberen Drittel der Europe’s 500, den 500 schnellstwachsenden Unternehmen Europas, gelistet.
2007 wurde das Unternehmen erneut umstrukturiert. Die IMO Holding GmbH vereinte nun die IMO Momentenlager GmbH & Co. KG, die IMO Antriebseinheit GmbH & Co. KG sowie die IMO Energy GmbH & Co. KG unter ihren Dach.
2009 machte die Unternehmensgruppe von sich reden, als im Februar die Wochenendschichten im Zuge der Finanzkrise aufgelöst wurde und 179 Arbeitnehmer entlassen wurden. Die verbliebenen Mitarbeiter gingen in 20 %–40 % Kurzarbeit. Anschließend waren noch ca. 1100 Mitarbeiter bei IMO beschäftigt.
Im November 2011 wurden erneut mehr als 100 Mitarbeiter entlassen. Mit der Kündigung von 174 Beschäftigten schrumpfte die Anzahl der Mitarbeiter von vormals 924 auf 750. Im Zuge dieser Entlassungen monierte die IG Metall, dass die Beschäftigten nicht rechtzeitig über die bevorstehenden Kündigungen informiert worden seien und der Sozialplan für die betroffenen Mitarbeiter teilweise erst nach der Kündigung bekannt gegeben worden sei. Am 12. März 2013 wurde aus der IMO Momentenlager GmbH & Co. KG die IMO GmbH & Co. KG. Die IMO Energy GmbH & Co. KG existiert nicht mehr.
Die nächste Entlassungswelle folgte im Mai 2013. Von den mittlerweile verbliebenen 650 Mitarbeitern wurden erneut 120 entlassen.

## Standorte
Das Unternehmen besitzt Produktionsstandorte in Deutschland (Gremsdorf) und als IMO USA Corp. in den USA (North Charleston, South Carolina) sowie ein Repräsentanzbüro in China (Beijing).